# Campeonato Paraibano Terceira Divisão 2023
In 2023 werd de vijfde editie van het Campeonato Paraibano Terceira Divisão gespeeld voor voetbalclubs uit de Braziliaanse staat Paraíba. De competitie werd georganiseerd door de FPF en werd gespeeld van 18 november tot 7 december. Cruzeiro werd kampioen.

## Eerste fase
| Plaats | Club       | Wed. | W | G | V | Saldo | Ptn. |
| ------ | ---------- | ---- | - | - | - | ----- | ---- |
| 1.     | Cruzeiro   | 3    | 3 | 0 | 0 | 6:2   | 9    |
| 2.     | Santa Rita | 3    | 2 | 0 | 1 | 11:3  | 6    |
| 3.     | Femar      | 3    | 1 | 0 | 2 | 2:5   | 3    |
| 4.     | Serrano    | 3    | 0 | 0 | 3 | 2:11  | 0    |

|  | Geplaatst voor finale en promotie naar Segunda Divisão 2024 |

## Finale
|                  |               |       |            |                             |
| 7 december 19:00 | Cruzeiro      | 1 – 1 | Santa Rita | Estádio O Zezão, Itaporonga |
| 7 december 19:00 |               |       |            | Estádio O Zezão, Itaporonga |
| 7 december 19:00 | Strafschoppen |       |            | Estádio O Zezão, Itaporonga |
| 7 december 19:00 | 4 -2          |       |            | Estádio O Zezão, Itaporonga |

### Kampioen
| Campeonato Paraibano de 2023 - Terceira Divisão |
| Paraíba                                         |
| ----------------------------------------------- |
| CRUZEIRO Kampioen (1° titel)                    |